# Литторины (род)
Литторины или литорины (лат. Littorina) — род брюхоногих моллюсков из семейства литторин.

## Строение
Раковина крепкая, толстостенная, имеет овально-шаровидную или овально-кубаревидную форму. Её высота достигает от 16 до 42 мм у представителей различных видов. Имеется 4—6 оборотов раковины, последний оборот расширенный, занимающий не менее 3/4 общей высоты раковины. Устье большое, округло-овальной формы. На поверхности раковины имеются отчётливые линии роста, спиральная скульптура отсутствует или развита в различной степени и представлена рёбрышками или исчерченностью.

## Распространение
Представители рода распространены в прибрежной зоне морей северного полушария, в основном в умеренных водах, но встречаются также в холодных и субтропических.

## Классификация
Род Littorina — Литторины
- Подрод Littorina (Planilittorina)
  - Littorina keenae
- Подрод Littorina (Littorina)
  - Littorina littorea
  - Littorina squalida
  - Littorina kasatka
  - Littorina brevicula
  - Littorina mandshurica
- Подрод Littorina (Neritrema)
  - Littorina sitkana
  - Littorina horikawai
  - Littorina subrotundata
  - Littorina natica
  - Littorina aleutica
  - Littorina obtusata
  - Littorina fabalis
  - Littorina saxatilis
  - Littorina arcana
  - Littorina compressa
- Не включены в состав подродов:
  - Littorina scutulata
  - Littorina plena